# 黎明 (クルアーン)
黎明（アル・ファラク、アラビア語: سورة الفلق）とは、クルアーンにおける第113番目の章（スーラ）。5つの節（アーヤ）から成る。井筒俊彦は黎明章をマッカ啓示初期の代表作としているが、マッカ時代最後期の啓示としているウィリアム・ミュアや、マッカ啓示もしくはメディナ啓示であるとして啓示時期を断定していないジャラーラインなど、成立時期は諸説ある。章題は冒頭の「黎明の主」から取られており、ここで黎明と訳されているファラク (falaq)の意味は火獄の牢屋や大地の窪み、朝など様々な解釈がなされている。falaqは裂く、開くという意味のfuliqa (faaliqa)と同じ語根の語であり、家畜章第95節「穀粒や堅い種子を裂き開く」などに用例が見られる。
第112 - 114章の最後の3章は「ムアウウィザート」と総称される。中でも、第113, 114章は「お縋り申す」の句で始まるため「お守りの章」もしくは双数形で「ムアウウィザターン（神に保護を求める2句）」と呼ばれており、ハディースによって伝えられるムハンマドの行動に倣って病気の際や就寝前に唱えると功徳があるとされており、大衆的な信仰においても実践されている。また、この2つの章は非常に短い祈祷文や呪文のような性質を持ったスーラであったため、ウスマーン版公定クルアーン制定以前のイブン・マスウード版ではクルアーンに含まれていなかった。

## 内容
夜の闇や呪い女、妬み男などからの厄災を逃れ、黎明の王であるアッラーフに縋るのだということを述べている非常に短い章である。黎明章および人々章はユダヤ教徒の魔術師ラビード・ブン・アル＝アゥサムがムハンマドに魔術をかけた際に啓示された章であり、アッラーフより啓示されたこの2つの章を読み上げることでムハンマドは呪いから逃れることができたとされている。第113章は黎明という章題ではあるものの書かれているものはむしろ闇の光景であり、人間の世界が暗いからこそ黎明の王であるアッラーフに救いを求めるのだという対比がなされている。古代セム族の世界では人間の世はこのような闇の世界であると考えており、ヘブライ語聖書の詩篇にも共通する世界観となっている。黎明という語は単なる光ではなく暗い世界に差し込んだ一筋の光を指し示しており、これは闇の世界から明るい世界への変革を暗示する語句でもある。
第2節から第5節において記されている「悪」は道徳的、倫理的な悪ではなく闇の世界に渦巻く呪いのような悪を指し示している。第3節の「夜の闇」と訳されているghāsiqの語の意味には諸説あり、月食時の月や沈んだ太陽、太陽が沈んだ後に訪れる夜の闇、プレアデス星団などと解釈される。第4節の「結び目に息吹きかける」とは、紐の結び目を作りそこに息を吹きかけることで人を呪う呪術であり、藁人形に釘を打ち込むことで人を呪う日本の丑の刻参りと類似したものである。ユダヤ教徒の魔術師ラビードがムハンマドに魔術をかけた際には、ムハンマドの頭髪を11個の結び目を作った紐と11つの針を刺した蝋人形と共にナツメヤシの実の中に入れて井戸の底の石の下に隠し、魔術をかけたとされている。第5節の「嫉妬心」は、古代においては人間の感情としての単なる嫉妬心に留まらず、嫉妬した相手に呪いをかけるという呪術的な意味も含意している。そして第2節において、そのような「悪」を作ったのもまたアッラーフであると記されている。
冒頭の「お縋り申す (aʿūḏu)」は開端章第5節の「救いを求める (iyā-ka nasta'īn)」と同義であるが、iyā-ka nasta'īnが理性的な含意を持つ語句であるのに対してaʿūḏuは感情的な含意をもつ語句であり、神憑り状態の巫者のようなシャーマニズム的なお告げの形態を取っている。クルアーンは全体を通して脚韻をリズミカルに繰り返すサジュウ形式の文体を取っているがマッカ啓示初期の黎明章ではそれが特によく現れており、これを読み上げることで読む者も聞く者も共に自己催眠的に興奮状態に入っていくとされ、黎明章はそのような興奮状態で展開した内面世界を記述したものであるとされる。